# 市广路站
市广路站是广州地铁22号线的一个车站，位於中国广东省广州市番禺区市广路金山大道口东侧的地底，于2022年3月31日随22号线首通段开通启用。

## 车站结构

### 车站楼层
本站共有两层，其中地面为出入口、市广路、金山大道西、祈福酒店以及其它建筑；地下一层为站厅，地下二层为22号线站台。
| 地下一层 | 站厅                       | 售票機、客服中心、商店、警务室、安检设施 |  |  |
| 地下二层 |                            | █22号线 越行路轨（暂未使用）             |  |  |
|          | 1 站台                     | █22号线 陳頭崗方向（下站：广州南站）     |  |  |
|          | 岛式站台（卫生间、母婴室） |                                          |  |  |
|          | 2 站台                     | █22号线 番禺广场方向（下站：番禺广场）   |  |  |
|          |                            | █22号线 越行路轨（暂未使用）             |  |  |

### 站厅
市广路站站厅設有自动售票機及智能客務中心。

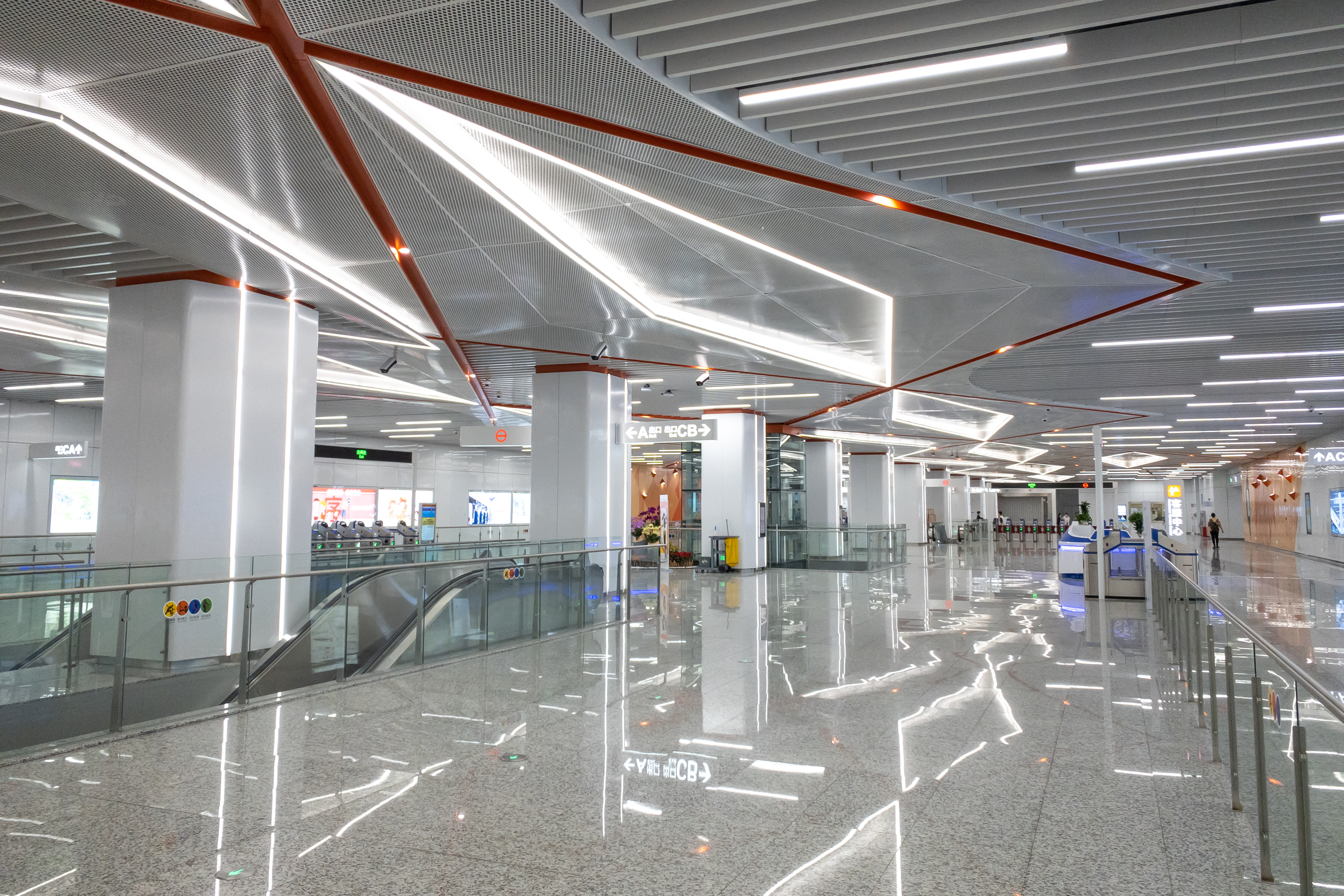
车站站厅

为方便行人进出，市广路站站厅中央被划分为收费区，收费区内设有多组扶手电梯，楼梯和专用电梯可供乘客前往22号线站台。

### 站台

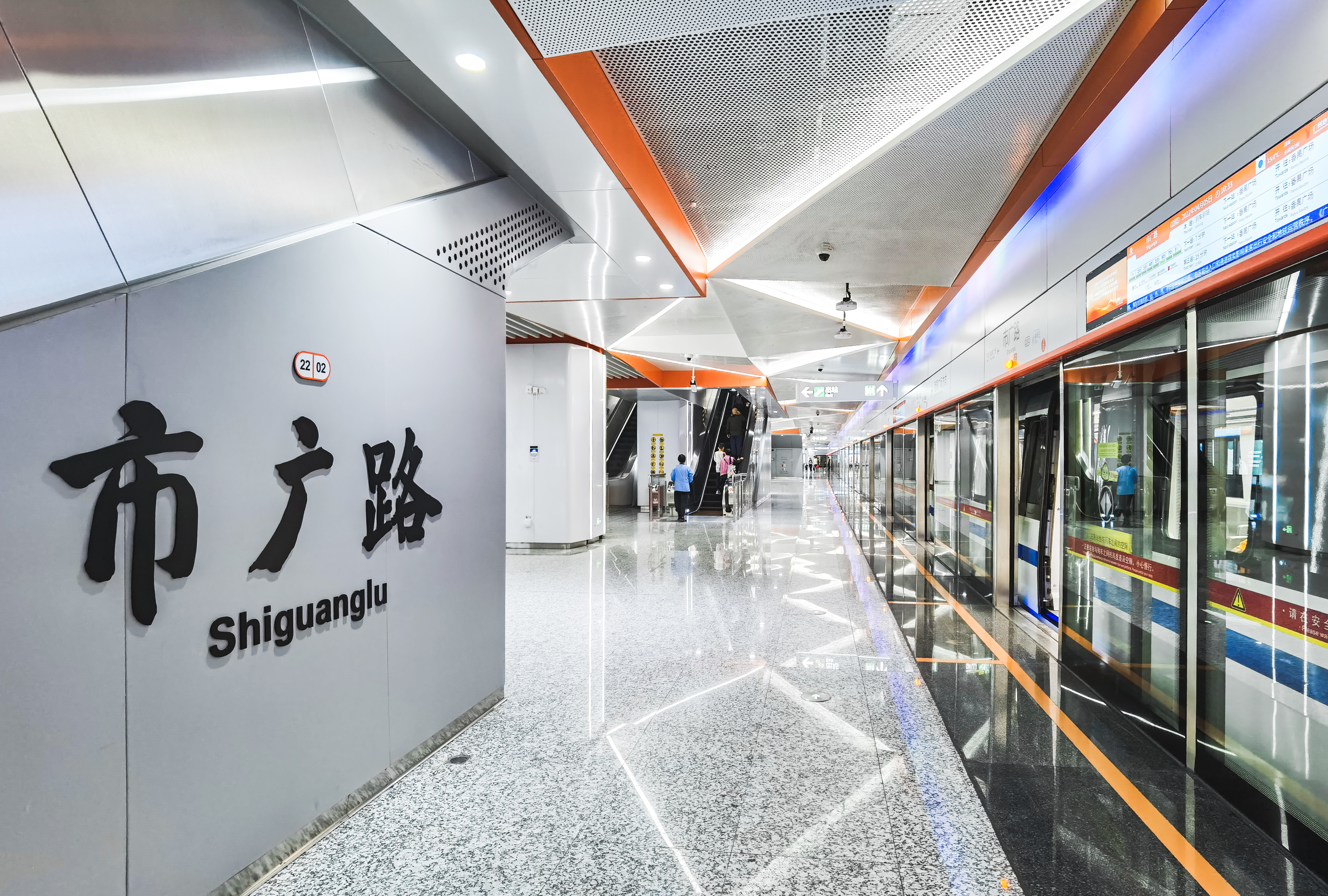
2号站台

本站设有一个岛式站台，位于市广路地底。本站的卫生间和母婴室设于站台东端。
本站作為22號線的快慢車越行站，因此設有四條路軌，內側兩條路軌供普通車停靠供乘客上下車使用；外側兩條路軌則專供快車使用，在本站越過普通車，沒有設置任何上下車設施。同時內側和外側路軌之間以牆壁分隔，屆時乘客在月台上並不會看見快車越過本站的情景。但由于22號線開通至今，尚未开行快车服务，因此外侧两条路轨暂时不会使用。

### 出入口
市广路站启用时设有3个出入口供乘客进出。此外，B口處有通道連接祈福交通中心，祈福交通中心方面擅自將其標註為F出口，惟地鐵方面並未將其納入至車站資訊中。
|                                           |                                                       |      |          |                                             |
| 编号                                      | 设施                                                  | 照片 | 出口指示 | 建议前往的目的地                            |
| A                                         | 盲道标志 · 升降机标志 · 无障碍通道标志 · 扶手电梯标志 |      | 市广路   | 公交：地铁市广路站（西行)                   |
| B                                         | 盲道标志 · 扶手电梯标志                               |      | 市广路   | 广东工业大学番禺校区 公交：祈福新邨公交总站 |
| C                                         | 盲道标志 · 扶手电梯标志                               |      | 市广路   | 公交：地铁市广路站（东行)                   |
| 註： 設有 \| 設有 \| 設有 \| 設有扶手電梯 |                                                       |      |          |                                             |

## 接驳交通
| 编号 | 编号         | 线路                   | 线路 | 线路               | 收费  | 备注                         |
| ---- | ------------ | ---------------------- | ---- | ------------------ | ----- | ---------------------------- |
|      | 301          | 市桥汽车站             | ⇆    | 沥滘               | 3元   |                              |
|      | 番1          | 祈福新邨               | ⇆    | 傍雁路临时公交总站 | 2元   |                              |
|      | 番13         | 东盛路                 | ⇆    | 洛溪南浦           | 2–3元 | 20–40分/班                   |
|      | 番15         | 沙湾珠宝产业园         | ⇆    | 雄峰商城           | 2元   |                              |
|      | 番86高峰短线 | 富豪山庄               | ↺    | 地铁汉溪长隆站     | 2元   |                              |
|      | 番91         | 番禺中心医院           | ⇆    | 洛溪新城           | 2–3元 | 经交通大厦、谢村、如意三马路 |
|      | 番96         | 市桥汽车站             | ⇆    | 大石中学           | 2元   |                              |
|      | 番97         | 雁洲村                 | ⇆    | 都那村             | 2–3元 | 25–50分/班                   |
|      | 番99         | 傍雁路（亚运大道路口） | ⇆    | 广州南站           | 2–3元 | 25–45分/班                   |
|      | 番100        | 雁洲村                 | ⇆    | 广州南站           | 2–3元 |                              |

| 编号 | 编号                | 线路                 | 线路                 | 线路                 | 收费                 | 备注                 |
| ---- | ------------------- | -------------------- | -------------------- | -------------------- | -------------------- | -------------------- |
|      | 288                 | 祈福新邨             | ⇆                    | 西华路尾             | 3元                  |                      |
|      | 312                 | 祈福新邨             | ⇆                    | 滘口客运站           | 3–4元                |                      |
|      | 番1                 | 祈福新邨             | ⇆                    | 傍雁路临时公交总站   | 2元                  |                      |
|      | 公交地铁接驳专线10A | 奥园城市天地         | ⇆                    | 雄峰商城             | 2元                  | 25–50分/班           |
|      | 公交地铁接驳专线10B | 已于2024年9月7日停办 | 已于2024年9月7日停办 | 已于2024年9月7日停办 | 已于2024年9月7日停办 | 已于2024年9月7日停办 |

## 历史
2017年10月28日，本站正式开工建设。2019年11月5日，22号线本站至广州南站区间右线隧道贯通，标志着22号线首条盾构隧道顺利贯通。2019年12月10日，本站主体结构封顶，为22号线首座封顶车站。
本站在规划工程期间被称为祈福站，此后先后定名为市广路站和番福站，但引发争议。后来市民政局重新启动22号线车站命名程序，再次拟定本站站名为市广路站。
2022年3月31日，本站随22号线首通段开通而启用。
2022年10-11月疫情期间，本站曾受防控措施影响，于11月28日至11月30日下午暂停服务。

## 命名争议
本站南侧即为大型住宅小区祈福新邨，故22号线在规划和施工阶段，直接以祈福站作为本站的工程名称。
由于广州市民政局在2019年颁布实施了《广州市地铁车站命名规则》，其中规定地铁车站命名不得使用楼盘（小区）、企业字号、商标名称以及商业性建筑物（设施）名称，令本站不能以祈福站作为正式站名。故此在2020年6月，市民政局公布的22号线初定站名中，显示本站拟以车站所在的市广路，而命名为市广路站。但因市广路长达3公里，有指代不明之虞，在征求意见阶段即有不少市民建议把本站更改为其它名称。
此后，2021年2月初市民政局在官方网站发布的地铁22号线站名申报信息中，显示本站将命名为番福站。其后3月16日广州地铁发布的22号线工程进度新闻中，更首次使用番福站称呼本站。因这个名称过于陌生，故引发了民众关注。对此参与站名论证的专家龚伯洪认为，该站位于番禺区钟村、沙头、东环三个街道的交界处，也不在任何村落范围内，附近也没有地标性建筑。故此番禺区方面提出了“番福站”的命名，而“番福”一词寓意番禺之福地，易于被群众接受。但部分民众则认为，“番福”令人联想到的是“番禺祈福”，更认为“番福”是一个完全生造的地名，没有命名根据，更无法胜任站名的地点指示功能。其后更有媒体发现“番福”竟是番禺一企业的名称，从而抵触上述站名命名规则的要求。25日番禺区民政局和广州地铁集团在回应媒体查询时则表示，未收到站名获批的消息，仍在等候市民政局的通知。
2021年5月，广州市民政局再次向公众征求地铁22号线车站名称的意见。根据公告文件，“番福站”的名字被撤销，本站站名拟被更改回“市广路站”。最终，市广路站作为正式站名于2021年7月正式获得批准。